# Kapaklı, Akhisar
Kapaklı là một xã thuộc huyện Akhisar, tỉnh Manisa, Thổ Nhĩ Kỳ. Dân số thời điểm năm 2011 là 980 người.

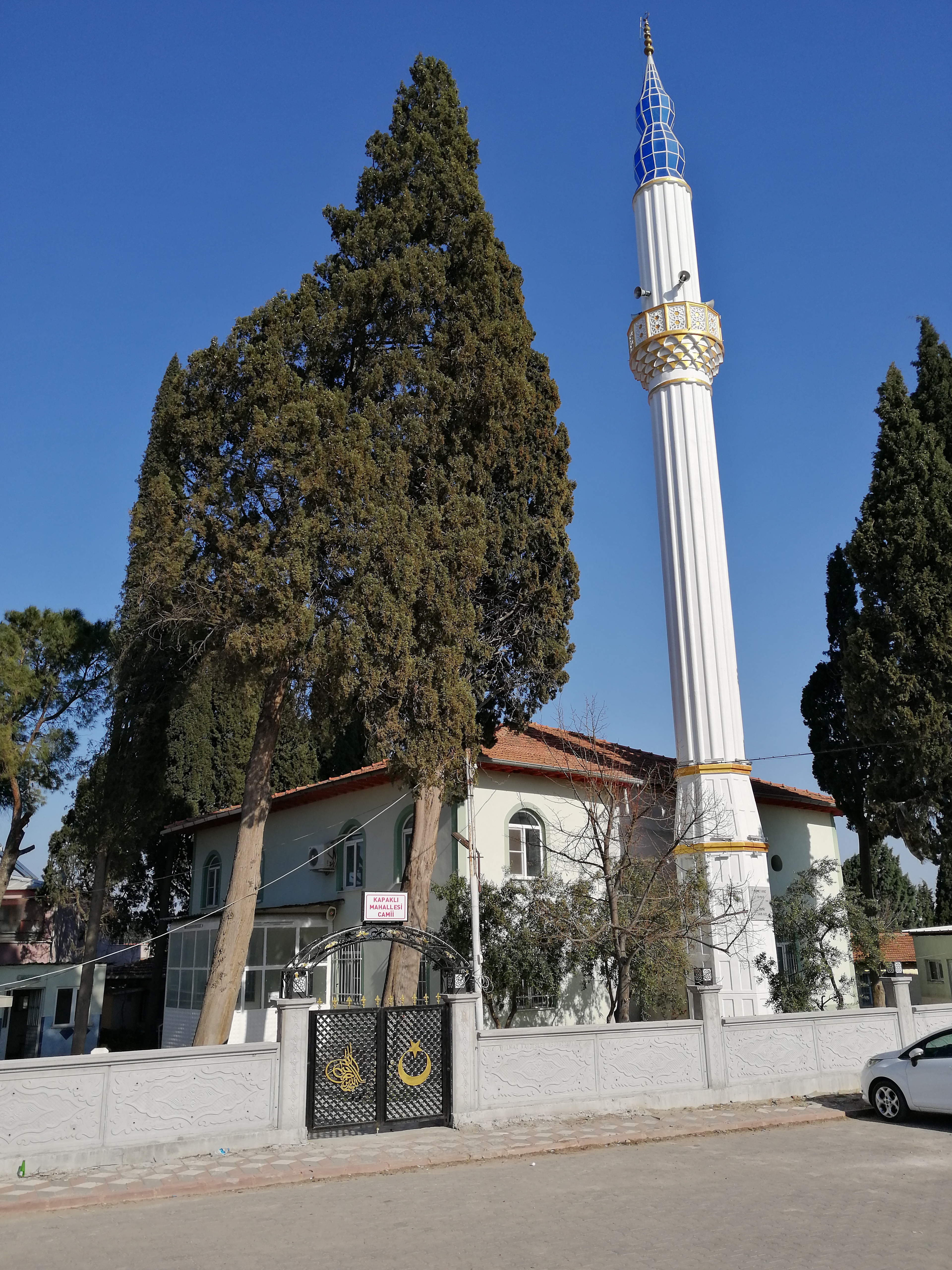
Kapaklı Cami Mosque Kapaklı, Akhisar, Turkiye